# Rajmund Zieliński
Rajmund Zieliński (Toruń, 9 de outubro de 1940 – 15 de agosto de 2022) foi um ciclista polonês. Competiu nos Jogos Olímpicos de Verão de 1964 e de 1968. Venceu a edição de 1964 da Volta à Polónia.

## Morte
Zieliński morreu em 15 de agosto de 2022, aos 81 anos.